# Санько, Алина Станиславовна
Алина Станиславовна Санько (род. 1 января 1999, Азов, Ростовская область) — российская модель, обладательница титула «Мисс Россия 2019», участница конкурсов «Мисс мира 2019» и «Мисс Вселенная 2020».

## Биография
Родилась 1 января 1999 в городе Азове Ростовской области. С детства увлекалась искусством и архитектурой, фотографией и рисованием. Неоднократно занимала призовые места на олимпиадах по искусству. В 2017 году окончила среднюю школу № 1 в городе Азове, после чего переехала в Москву, где стала студенткой архитектурного факультета Государственного университета по землеустройству. В 2020 году с красным дипломом окончила бакалавриат по специальности «Дизайн среды», после чего поступила на магистратуру в Московский государственный университет по направлению «Телевидение».
Окончила режиссёрские курсы. В 2017 году принимала участие в конкурсе «Miss fashion Russia» 2017. Карьеру модели начала в феврале 2019 года, когда после кастинга приняла участие в съёмке для онлайн-каталога Lamoda.

### Участие в конкурсах красоты
В 2019 году прошла кастинг на «Мисс Россия 2019», став первой представительницей Азова в истории конкурса. В финале конкурса, который состоялся 13 апреля в концертном зале «Барвиха Luxury Village», завоевала титул «Мисс Россия». За победу в конкурсе получила денежный приз в размере трёх миллионов рублей, а также возможность участия в конкурсах «Мисс мира» и «Мисс Вселенная».
Из-за близости дат проведения двух конкурсов Санько не смогла принять участие в конкурсе «Мисс Вселенная 2019». На конкурсе «Мисс мира 2019», который прошёл 14 декабря в Лондоне, вошла в топ-12.

## Интервью
- Мисс Россия 2019 Алина Санько о победе в конкурсе и планах на будущее. Вечерний Ургант. // Фрагмент передачи Вечерний Ургант от 19 апреля 2019.
- Мисс Россия 2019 Алина Санько: «Свой выигрыш я потрачу на маму. Очень хочу перевезти ее из Азова в Москву» // Woman.ru — 25 апреля 2019.
- Алина Санько: «Мисс Россия 2019» о том, как она завоевала корону и что собирается делать дальше // Hello! — 18 мая 2019.